# 케이싱

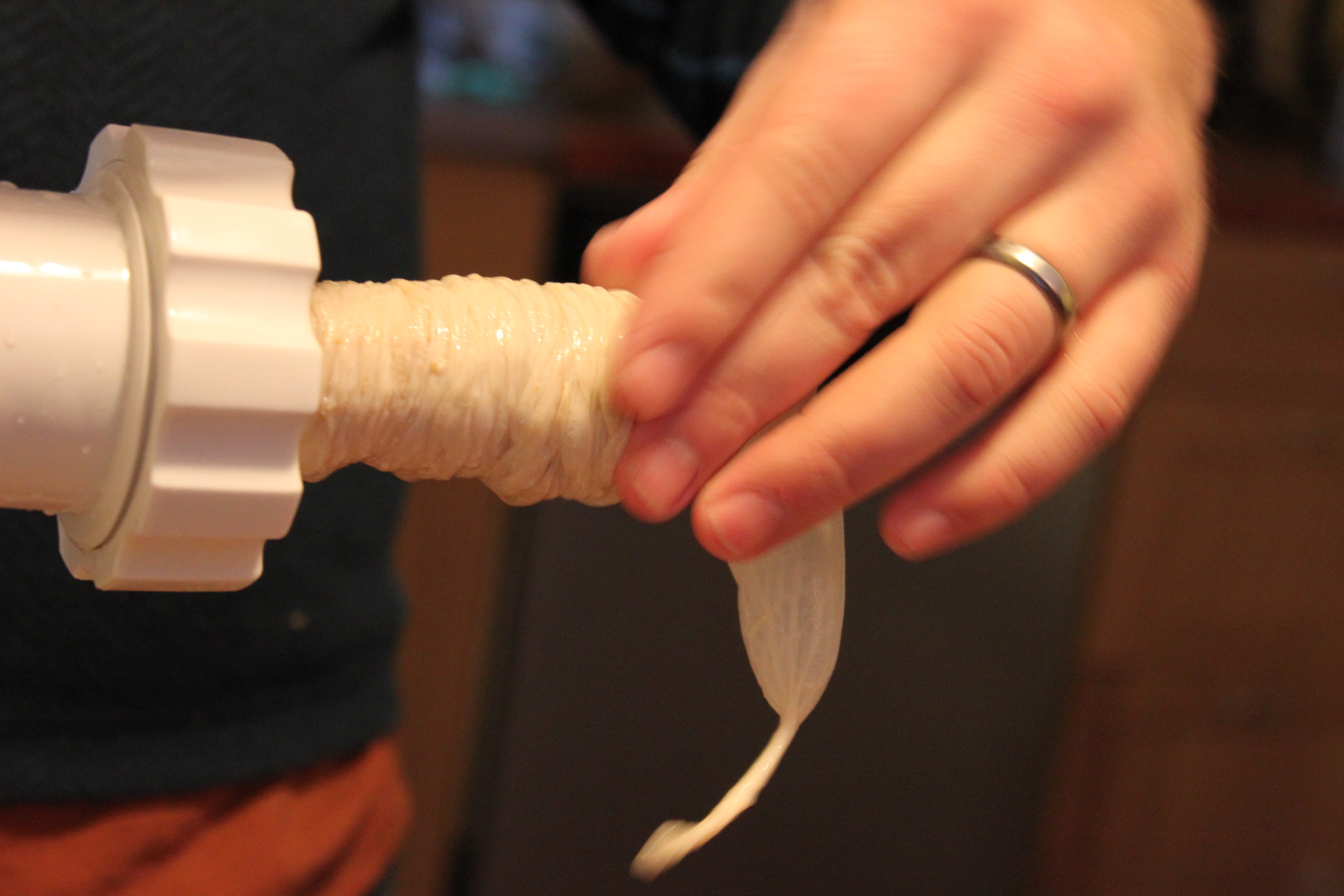
케이싱

케이싱(영어: casing)은 소시지에 소를 채워 넣는 데 쓰는 얇은 막으로 된 식자재이다. 양, 돼지, 소 등 동물의 창자 또는 셀룰로스 필름 등을 사용한다.

## 같이 보기
- 그물지방